# Ana María del Río
Ana María del Río (Santiago de Chile, 1948) es una profesora de literatura y escritora feminista y novelista chilena, que ha cultivado el cuento y la novela, tanto para adultos como para níños y jóvenes. Pertenece al movimiento de la nueva narrativa chilena de los noventa posdictadura.

## Biografía
Realizó estudios de literatura en la Universidad Católica de Chile y posgrados en las de Rice y Pittsburg.
Debutó en la literatura con su libro de cuentos Entreparéntesis, en 1985. En esos textos, dice, "se hablaba de cómo reacciona una mujer al quedar embarazada, se hablaba del aborto, de varias cosas que yo no podía hacer pero los personajes sí". Un año después lanzó su primera novela, Óxido de Carmen, que abordaría la subjetividad femenina imperante en la literatura latinoamericana escrita por mujeres en la década de 1980, observable también en Alessandra Luiselli, María Luisa Puga, Elena Poniatowska y Carmen Boullosa.
Su novela breve Siete días de la señora K., publicada en 1993, provocó gran escándalo en su país: "por primera vez en la literatura chilena se rompía el tabú de escribir explícitamente acerca del autoerotismo, además de abordar en otros relatos del mismo libro aspectos omitidos de la sexualidad femenina. Fue uno de los mayores éxitos comerciales de la nueva narrativa", señala Pedro Pablo Guerrero.
Considerada por el crítico Mariano Aguirre como "la narradora más inquietante", junto a Diamela Eltit, surgida en la década de 1980, sus obras —que ha publicado tanto en Chile como en España, Argentina y Estados Unidos—, han sido distinguidas con importantes premios y sus cuentos han aparecido en diversas antologías.

## Obras

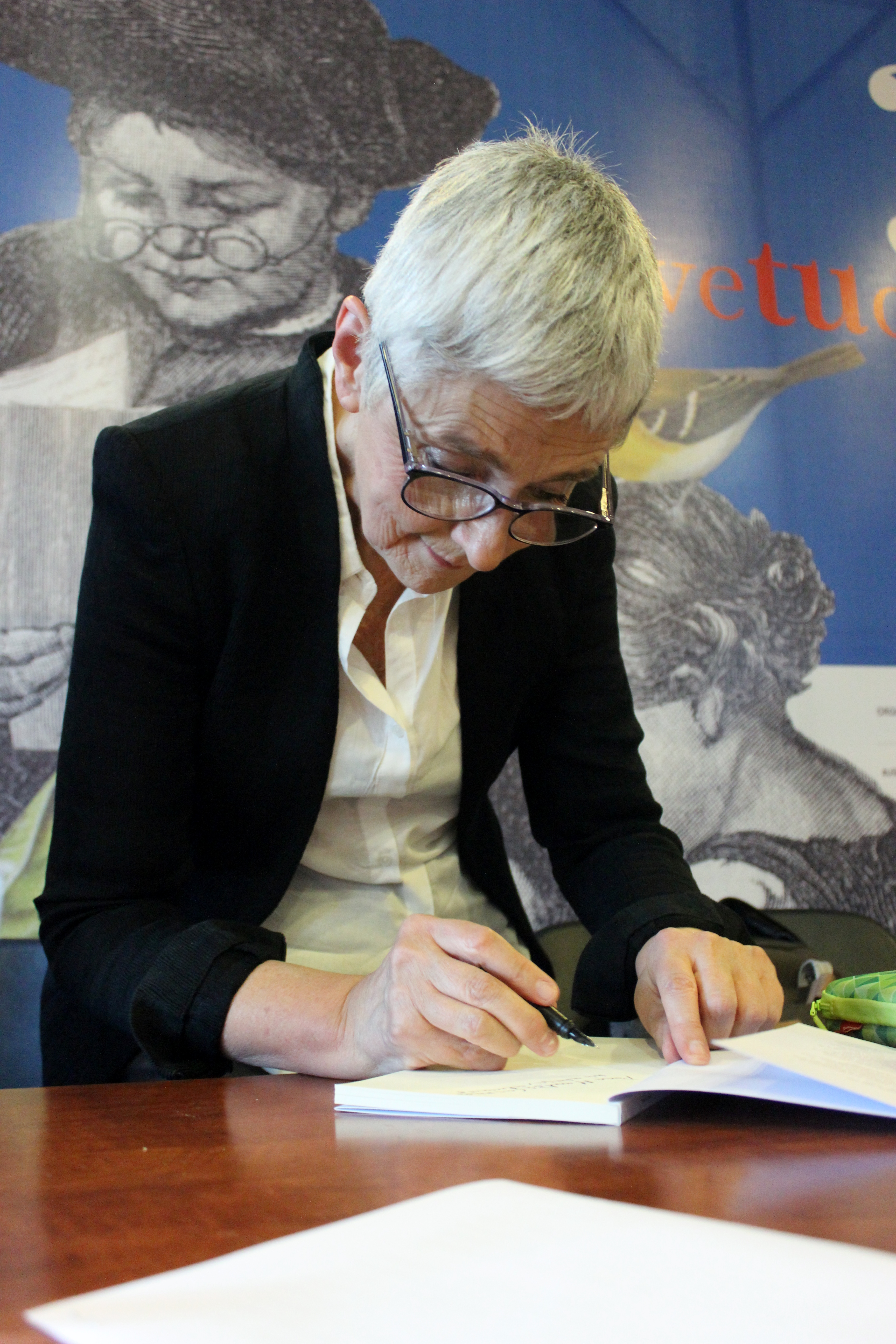
Firmando una de sus obras en la FILSA 2018

- Entreparéntesis, cuentos (Santiago: Arcilla, 1985).
- Óxido de Carmen, novela (Barcelona: Ediciones del Bronce, 1986, 1988, 1998)
- De golpe, Amalia en el umbral, novela (Santiago: Editorial Andrés Bello, 1991)
- Siete días de la señora K., novela; la edición tenía, además, algunos cuentos; Santiago: Editorial Planeta 1993 (1994, 1995; Buenos Aires: Seix Barral, 1996)
- Tiempo que ladra (Coral Gables, Fla.: University of Miami, North-South Center, c1991; Santiago: Editorial Planeta, 1994).
- Gato por liebre (Santiago: Caos Eds., 1995).
- A tango abierto (Santiago: Alfaguara, 1996, 1997).
- La esfera media del aire (Santiago: Aguilar Chilena de Ediciones, c1998).
- Lita, la niña del fin del mundo (Santiago: Aguilar Chilena de Eds., 2003, 2005).
- Ni a tontas ni a locas (Santiago: Aguilar Chilena de Ediciones, 2003)
- Amarilis (Santiago: Aguilar Chilena de Ediciones, 2005, 2006).
- La bruja bella y el solitario, infantil (Santiago: Aguilar Chilena de Eds. 1999, 2000, 2001, 2002, 2003, 2004, 2005, 2006, 2008, 2009, 2010, 2011).
- La historia de Manú, infantil, Alfaguara,  2000 (Aguilar Chilena de Ediciones, 2004, 2005, 2006, 2007, 2010, 2011)
- Pero ahora no es verano, novela, Random House Mondadori, 2011; reeditado en 2018 por Pehoé con el título de Fina sangre
- Un niño de diez mil años, infantil; contiene 2 cuentos, el que le da título al libro y «Esta mañana»; Santiago: Zig-Zag, 2011
- Un esqueleto en vacaciones, infantil; contiene 2 relatos, el que le da título al libro y «Blu»; Zig-Zag, 2014
- Óxido de Carmen y otras narraciones, reedición de la novela de 1986 más algunos cuentos; Imbunche Ediciones, 2018
- Siete días, novela (reedición revisada de Siete días de la señora K.), Imbunche Ediciones, 2018
- Jerónima, novela, Zig-Zag, 2018

## Premios y reconocimientos
- Premio María Luisa Bombal 1986 por Óxido de Carmen
- Premio Letras de Oro 1989 (Universidad de Miami) por Óxido de Carmen
- Premio Andrés Bello de novela 1990 por De golpe, Amalia en el umbral
- Premio Municipal de Literatura de Santiago 1995 por la novela Tiempo que ladra
- Premio Municipal de Literatura de Santiago 2005, categoría Narrativa infantil, por Lita, la niña del fin del mundo